# Mulungu
Mulungu (en sus variantes: Mlondolozi y Nkulunkulu) es el nombre común de una deidad suprema en varias lenguas y culturas bantúes de África oriental, central y meridional.  Esto incluye a las tribus de Yao, Nyamwezi, Shambaa, Kamba, Sukuma, Rufiji, Turu y Kikuyu.
En Sudáfrica, la palabra uMlungu, es utilizada principalmente por hablantes del zulú, pero esto no tiene relación alguna. uMlungu se utiliza para describir a los de ascendencia europea, también para describir a una persona adinerada o para quienes ocupan un alto rango.

## Etimología
El nombre original bantú temprano para este dios fue probablemente Nyàmbé, posiblemente de la raíz verbal -àmb-, "comenzar". Con la diversificación de las culturas bantúes, surgieron otros nombres, como "Mulungu" emergiendo en el antiguo grupo Kaskazi (alrededor del 6000 aC). La etimología del nombre está en disputa. Una hipótesis sugiere que el nombre deriva de una raíz verbal -ng-, que significa "rectificar" (volverse correcto), el concepto original de Mulungu es el de un dios creador que estableció el orden original y correcto en el mundo.

## Conceptos
Todas las culturas bantú tradicionales tienen una noción de "dios creador", un concepto que ya estaba establecido en las culturas de Níger-Congo. Este dios suele ser visto como una deidad remota, lejana separada de los hombres y de los seres vivos; en algunos casos, es más una "fuerza creadora" impersonal o un ser abstracto.
Incluso cuando se lo describe como un dios personal, se cree que el Creador está lejos y separado de los hombres y de los seres vivos; este desapego es el tema de una serie de historias tradicionales que describen cómo el creador dejó la Tierra, moviéndose hacia el cielo, como consecuencia de estar molesto con los hombres o molesto por sus actividades (Deus otiosus). Por lo tanto, es un rasgo común de las religiones bantúes que ninguna oración, y generalmente ninguna adoración, está dirigida al creador.
Los hombres interactúan con dioses y espíritus de niveles inferiores (santos y ángeles) que están más cercanos y más interesados en los asuntos humanos. Estas líneas generales son comunes a los conceptos tradicionales de Mulungu que se encuentran en Kikuyu, Ruvu y otras culturas. Un mito de Nyamwezi sobre la salida de Mulungu de la Tierra involucra a Mulungu molesto por los incendios provocados por los hombres en el paisaje y pidiéndole a la araña que teje una red para que él trepe al cielo, similar a la Torre de Babel del Génesis .

## Uso en religiones abrahámicas
Con el advenimiento del Islam o del cristianismo, la palabra "Mulungu" se adoptó generalmente para significar al Dios cristiano o islámico. Más de treinta traducciones de la Biblia en idiomas africanos usan la palabra Mulungu para referirse a Dios Padre. Como otro ejemplo, se hace referencia a Jesucristo como mwana wa Mulungu "hijo de Mulungu". 